# Курбан Ґюнебакан
Курбан Ґюнебакан (тур. Kurban Günebakan, 13 вересня 1978, Карс) — турецький боксер, призер чемпіонату Європи серед аматорів.

## Аматорська кар'єра
На чемпіонаті Європи 2002 програв у першому бою Олександру Повєткіну (Росія).
На чемпіонаті Європи 2004 програв у другому бою Девіду Прайсу (Англія) і не кваліфікувався на Олімпійські ігри 2004.
На чемпіонаті Європи 2006 завоював бронзову медаль.
- В 1/8 фіналу переміг Юза Гулордава (Грузія) — DQ 3
- В 1/4 фіналу переміг Еміля Керімова (Азербайджан) — 36-17
- У півфіналі програв Роберту Геленіусу (Фінляндія) — RSCO 2

На чемпіонаті світу 2007 програв у другому бою Майклу Гантеру (США) і не кваліфікувався на Олімпійські ігри 2008.
2009 року провів один професійний бій.